# Iszaak Jefremovics Boleszlavszkij
 Ez a cikk a sakkjátszmák algebrai lejegyzését alkalmazza.
Iszaak Jefremovics Boleszlavszkij (oroszul Исаак Ефремович Болеславский, Zolotonosa, 1919. június 9. – Minszk, 1977. február 15.) szovjet-ukrán sakkozó, nagymester, világbajnokjelölt, háromszoros ukrán és kétszeres belorusz bajnok.

## Pályája
Tizennégy éves korában, 1933-ban Dnyipropetrovszk általános iskolai bajnoka lett. Három évvel később harmadik helyen végzett a Szovjetunió Ifjúsági Bajnokságában.
1938-ban, 19 évesen megnyerte az erős ukrán bajnokságot. A következő évben megvédte bajnoki címét, kvalifikálta magát a részvételre a szovjet sakkbajnokságban és szovjet mesteri címet kapott.
A Szverdlovszki Egyetemen szerzett filológus diplomát.
1940-ben Moszkvában játszott a nagyon erős 12. szovjet bajnokságban. Utolsó tíz játszmájából nyolcat megnyert és összesítésben az 5-6. helyen végzett. Az év végén harmadszor is megnyerte az ukrán bajnokságot. 1941-ben részt vett a Szovjetunió „abszolút bajnoka” címért folyó tornán és a negyedik helyen végzett.
1945-ben már a második helyet szerezte meg a 14. szovjet bajnokságban, a győztes Mihail Botvinnik mögött. Kilenc játszmát nyert és hat döntetlen mellett csak kettőt veszített el. Megkapta a szovjet nagymesteri címet. Részt vett a Szovjetunió és az Egyesült Államok közt 1945-ben rádión keresztül vívott mérkőzésen, a harmadik táblán játszva. Első partija Reuben Fine ellen döntetlenre zárult, a másodikat azonban megnyerte és megkapta érte a mérkőzés legjobb játszmájának díját.
1946-ban született Tatjána lánya, aki később a 22 évvel idősebb David Bronstejn felesége lett. Boleszlavszkij és Bronstejn az 1930-as évek végén lettek közeli barátok.
A nemzetközi színtéren Boleszlavszkij először 1946-ban Groningenben próbálta ki magát és a tornán 6-7. lett.
1950-ben, amikor a FIDE elkezdte a címek adományozását, Boleszlavszkij az elsők között volt, akik nagymesteri címet nyertek.

### Világbajnokjelölt
A Saltsjobadenben tartott első zónaközi versenyen 1948-ban jogot szerzett, hogy induljon a világbajnok (ekkor Botvinnik) kihívójának személyéről döntő világbajnokjelöltek versenyén két évvel később Budapesten. Ezen a  versenyen majdnem végig vezetett, és ő volt az egyetlen veretlen játékos az utolsó fordulóig, amikor Bronstejnnel került szembe és vereséget szenvedett. A később Moszkvában tartott rájátszást szoros küzdelemben Bronstejn nyerte (+3−2=9).
Mint később kiderült, ez volt Boleszlavszkij utolsó esélye, hogy komoly jelöltként szálljon harcba a világbajnoki címért. 1953-ban még részt vett a zürichi világbajnokjelölti versenyen, de csak a 10-11. helyen végzett. Ezután már nem jutott be a jelöltek versenyére.

### Későbbi pályája
1951-ben Bronstejnt segítette a világbajnoki címért Botvinnik ellen vívott hosszú páros mérkőzésen, amely 24 játszma után döntetlenül végződött, azaz Botvinnik maradt a bajnok. 1952-ben Boleszlavszkij nyolc pontból hetet szerzett a Helsinkiben tartott sakkolimpián. Ez volt az egyetlen sakkolimpia, amelyen játszott, de számos későbbi olimpián segítette a szovjet csapatot asszisztensként.
Kétszer nyerte meg a belorusz sakkbajnokságot, 1952-ben holtversenyben, 1964-ben egyedül.
A szovjet sakkbajnokságon utoljára 1961-ben vett részt. Debrecenben egy nemzetközi versenyen első helyen végzett. 1963 és 1969 közt Tigran Petroszján világbajnok asszisztense volt.
1968-ban ő volt a szovjet egyetemi sakkcsapat kapitánya, amely Ybbsben világbajnokságot nyert. Utoljára Minszkben játszott sakkversenyen 1971-ben.
Az 1960-as években a Szovjet Sakkszövetség főoktatója volt és haláláig megbecsült elemző és sakkíró maradt.
Minszkben halt meg 57 éves korában, miután elcsúszott a jeges járdán, eltörte a csípőjét és a kórházban fertőzést kapott.

## Jelentősége
Fontos hozzájárulása a megnyitáselmélethez a szicíliai védelem Boleszlavszkij-változatának kifejlesztése (1.e4 c5 2.Hf3 d6 3.d4 cxd4 4.Hxd4 Hf6 5.Hc3 Hc6 6.Fe2 e5). Ezt a Najdorf-változatbanis játsszák, 5…a6 helyett 5…Hc6-tal.
Együtt más ukrán mesterekkel, David Bronstejnnel, Jefim Gellerrel és Alekszandr Konsztantyinopolszkijjal Boleszlavszkij fejlesztette a korábban gyanúval szemlélt királyindiai védelmet az egyik leggyakrabban használt védelemmé. Hans Kmoch Pawn Power in Chess (A gyalogok hatalma a sakkban) című könyvében „Boleszlavszkij-falnak” nevezte a királyindiaiban a c6-on és d6-on felálló gyalogok formációját (különös tekintettel arra az esetre, ha a d-gyalog félig nyílt vonalon áll).
Lev Polugajevszkij ezt írta róla:
„Meg vagyok győződve róla, hogy bármelyik játékos, még a legerősebb is, csak tanulhat a játszmáiból (különösen a szicíliaikból!). Ami a szicíliai védelmet illeti, senki nem hatolt olyan mélyre a rejtelmeibe, mint Boleszlavszkij. Virtuóz ráérzéssel kezelte a megnyitás dinamikáját és mindig bonyolult, kétélű küzdelmet akart, bár természete alapján egyike volt a legszerényebb nagymestereknek, akikkel a versenyeken volt szerencsém összeakadni.”
Legjobb játszmáinak 1990-ben publikált gyűjteménye elnyerte a legjobb Nagy-Britanniában kiadott sakk-könyv díját abban az évben.
Róla nevezték el a Boleszlavszkij-rés nevű gyalogformációt is.

## Megjelent művei
német nyelven:
- Grünfeld-Indisch bis Königs-Indisch. Sportverlag, Berlin, 1969
- Sizilianisch. Sportverlag, Berlin, 1971
- Skandinavisch bis Sizilianisch. Sportverlag, Berlin, 1971

orosz nyelven:
- Избранные партии. – Москва : Физкультура и спорт, 1957. – 254 с.
- Руководство по шахматам : (Занятия по теории, методике и практике шахмат для подготовки шахматистов первого разряда). – Москва; Тула, 1965. 86 с. В соавторстве с В. А. Алаторцевым и Я. Г. Рохлиным.
- Петросян – Спасский, 1969. – Москва : Физкультура и спорт, 1970. – 184 с., [16] л. ил. В соавторстве с И. З. Бондаревским

## Fordítás
- Ez a szócikk részben vagy egészben  az   Isaac Boleslavsky című angol Wikipédia-szócikk ezen változatának fordításán alapul.  Az eredeti cikk szerkesztőit annak laptörténete sorolja fel. Ez a jelzés csupán a megfogalmazás eredetét és a szerzői jogokat jelzi, nem szolgál a cikkben szereplő információk forrásmegjelöléseként.